# Far Cry New Dawn
Far Cry New Dawn è un videogioco in stile avventura dinamica con elementi da sparatutto in prima persona sviluppato da Ubisoft Montreal e pubblicato da Ubisoft. È stato reso disponibile per Microsoft Windows, PlayStation 4 e Xbox One il 15 febbraio 2019, come spin-off parte della serie Far Cry e sequel di Far Cry 5 (è il primo Far Cry che si presenta come vero e proprio sequel di uno degli episodi principali della serie, essendo tutti gli altri capitoli delle avventure stand-alone).

## Trama
Il gioco mostra gli eventi collocati dopo lo scontro con Joseph Seed, quando la profezia riguardo alla fine del mondo, dichiarata dal folle capo carismatico della setta di Eden's Gate, si è rivelata esatta, per mezzo di una guerra nucleare globale, che ha ridotto il Montana a una landa desolata, avvelenata dalle radiazioni, che solo dopo sei anni ricomincia a respirare. I superstiti, guidati dai coniugi Rye, escono dai rifugi e costruiscono nuovi insediamenti, condividendo le risorse e vivendo in armonia, finché (dopo un numero non definito di anni nonostante siano passati diciassette anni dallo scontro con Joseph Seed) la violenza si scatena nuovamente, portata stavolta dalle terribili Gemelle Mickey e Lou: supportate da un vero e proprio esercito, i Guerrieri della Strada. Decidono quindi di chiedere aiuto a Thomas Rush, capo di un'organizzazione che viaggia per gli Stati Uniti con lo scopo di aiutare i sopravvissuti a ricostruire la società. In viaggio verso Hope County, il loro treno verrà intercettato e fatto deragliare dai Guerrieri della Strada, che insieme alle Gemelle bloccheranno Rush, Barnes e il Capitano, colui di cui veste i panni il giocatore. Barnes viene ucciso da Lou, la sorella più violenta, mentre vengono presi in custodia gli altri due membri; ma Rush spinge giù dalla cascata il Capitano, permettendogli così di fuggire.
Verrà preso in salvo da Carmina, figlia di Kim e Nick Rye (quest'ultimo preso in ostaggio dai Guerrieri ma che potrà essere liberato durante il gioco). La giovane Rye (nata proprio durante gli eventi di Far Cry 5), condurrà il Capitano a Prosperity, la comunità dei sopravvissuti di Hope County; qui, oltre a venirgli assegnati incarichi, il protagonista dovrà potenziare la struttura nei suoi vari aspetti (armeria, esplosivi, piante curative, mappe, addestramento e le spedizioni, ovvero viaggi in località americane con lo scopo di recuperare materiali preziosi). Le varie azioni del Capitano, tra cui il salvataggio di Rush, Nick e Jerome, anziano pastore sopravvissuto al disastro nucleare, e altri personaggi, attireranno l'attenzione delle Gemelle, che decideranno così di attaccare Prosperity; l'attacco verrà respinto, lasciando però diversi morti e i componenti della comunità in preda alla disperazione. Consapevoli della potenza dei Guerrieri della Strada, Rush decide quindi di inviare il Capitano a chiedere aiuto al Nuovo Eden, la setta discendente dall'Eden's Gate Project. Kim Rye è profondamente contrariata da questa idea, avendo in mente il male che la setta fece alla sua famiglia e agli abitanti di Hope County, in attesa del "collasso" profetizzato da Joseph; ma per il bene della comunità, decide di accettare.
Il protagonista raggiunge il territorio del Nuovo Eden, e qui si imbatterà in una visione allucinatoria, in cui sentirà la voce di Joseph Seed raccontargli in sintesi ciò che è accaduto durante la trama di Far Cry 5, e lo condurrà nel bunker dove appunto si concluse quell'avventura. In questo luogo il protagonista raccoglie il Libro di Joseph, (oltre a trovare dei documenti scritti dal protagonista di Far Cry 5 in cui dichiara la sua resa e si allea con il Padre, pentendosi di quello che ha fatto, e chiede che gli venga data una maschera per essere il suo "giudice", personaggio che poi sarà possibile averlo come alleato durante il gioco, e questa è la prima volta che due protagonisti di Far Cry si incontrano) con il quale gli viene permesso di entrare all'interno della comunità dei Nuovi Edeniti; fa la conoscenza di Ethan Seed, figlio di Joseph e attuale leader della setta, deluso dal Padre per il fatto di aver abbandonato i suoi fedeli dopo aver capito che la profezia di un nuovo mondo migliore non si è rivelata esatta. Convinto inoltre della sua morte, Ethan invia il protagonista a raccoglierne le prove al riguardo. Ma incontra Joseph Seed ancora vivo e vegeto, il quale rivela al protagonista di averlo visto in un sogno che lo rappresentava come il futuro e degno leader del Nuovo Eden; per dimostrare la sua purezza e ricevere in cambio l'aiuto della sua setta nella lotta contro i Guerrieri della Strada, il protagonista deve mangiare un frutto divino e combattere contro la "bestia" che vive dentro di lui.
Completato questo dovere e ottenuti dei poteri incredibili, come un aumento sovrannaturale della propria forza, il Capitano torna a Prosperity con l'appoggio garantito dei membri del Nuovo Eden. Ma presto riceverà una brutta sorpresa: le Gemelle hanno preso in ostaggio alcuni civili, che il protagonista deve salvare tramite dei rebus, e fra questi vi si trova nuovamente Thomas Rush. Il Capitano riuscirà a salvare gli abitanti catturati, ma Thomas si trova in una stanza insieme alle Gemelle, le quali costringono il protagonista ad ammanettarsi e assistere al brutale omicidio da parte di Lou del suo amico e collega. In preda alla furia e venendo colpito dalle spietate leader dei Guerrieri, il Capitano con la sua incredibile forza dovuta al frutto, riesce a liberarsi, colpire entrambe le sorelle, e a sopravvivere al colpo di fucile inflittogli da Mickey. Incredule della forza pazzesca appena notata nel Capitano, decidono di andare a chiedere spiegazioni agli edeniti, mentre il protagonista, appena ripresosi dal colpo, raccoglie il corpo dell'amico deceduto per dargli ultimo saluto e sepoltura insieme ai membri di Prosperity. Da qui il Capitano e Kim decidono un ultimo tentativo estremo: l'infiltrazione nella banda dei Guerrieri della Strada.
Tramite Irwin, un traditore dei Guerrieri, il Capitano riesce a partecipare a un'importante gara organizzata dai guerrieri, a cui assisteranno i vari boss delle fazioni dei Guerrieri sparse per gli USA, comprese Mickey e Lou. Come vincitore, il Capitano mascherato ha la possibilità di partecipare alla grande cena insieme a queste figure, e qui scoprirà un altro colpo di scena: Ethan, non accettando il ritorno di Joseph alla guida della setta, ha tradito il Nuovo Eden, indicando alle Gemelle la locazione dell'albero proibito, in cambio della distruzione di Joseph Seed e del gruppo dei Nuovi Edeniti. Mickey e Lou quindi si allontanano, sfuggendo momentaneamente al Capitano che, dopo aver ucciso gli altri capi dei Guerrieri, si avvia verso il villaggio del Nuovo Eden, avendo scoperto che le Gemelle si stanno dirigendo lì.
Arrivato troppo tardi, trova il posto bruciato dalle due sorelle, inizia così uno scontro nel quale morirà Lou, mentre riguardo a Mickey spetterà al giocatore decidere il destino di quest'ultima, che nel frattempo mostrerà pentimento e indicherà al Capitano la posizione di Ethan e Joseph. Raggiunti Padre e Figlio Seed all'albero sacro, vedremo Ethan mangiare il frutto, nonostante Joseph insistesse che, non essendo degno di mangiarlo, era assolutamente pericoloso per lui.
Ed è così che il Capitano entra di nuovo in un "viaggio mistico", in cui Ethan si è trasformato nella bestia che non è in grado di controllare, e il protagonista si trova dunque costretto a ucciderlo. Joseph disperato dichiara che l'unica colpa di Ethan era di essere suo figlio, di non essere il vero profeta di Dio e di aver torturato e ucciso ingiustamente persone nel suo nome. Chiede quindi al Capitano di giustiziarlo, e anche qui spetterà al giocatore decidere la sorte del "Padre". Qualsiasi scelta venga presa, alla fine il Capitano incontrerà Carmina davanti alla tomba di Rush, nel retro di Prosperity, la quale rivelerà di essere soddisfatta dei progressi che sono stati fatti e di avere speranza per un futuro migliore.

## Modalità di gioco
Simile ai suoi predecessori, Far Cry New Dawn è un open world che il giocatore può liberamente esplorare a piedi oppure tramite i vari veicoli. Il gioco è ambientato nella fittizia Hope County, nel Montana, e utilizza una versione reinventata della mappa di Far Cry 5. La guerra nucleare rappresentata in Far Cry 5 ha rimodellato il paesaggio in modo che nuove aree siano diventate disponibili per il giocatore.

## Sviluppo
New Dawn è sviluppato da Ubisoft Montreal in collaborazione con Ubisoft Kiev, Ubisoft Bucarest e Ubisoft Shanghai. Secondo il direttore artistico Issac Papismado, il team avrebbe voluto creare un gioco postapocalittico ambientato nella serie Far Cry da molto tempo. Il team ha deliberatamente evitato un tono cupo poiché riteneva che sarebbe stato un cliché e hanno deciso di creare un mondo che sembrasse vibrante. Ambientato diciassette anni dopo Far Cry 5, il mondo sta vivendo una "super fioritura" in cui la natura rivendica il mondo e dona al gioco una tavolozza di colori intensa. Per dare ai Guerrieri della Strada un'identità visiva, il team ha invitato un artista di graffiti a creare l'arte e i graffiti del gioco. Simile a Far Cry 3: Blood Dragon e Far Cry Primal, il gioco è una produzione più piccola rispetto alle voci principali della serie, una decisione riflessa anche dal prezzo di lancio più basso.
Annunciato a The Game Awards 2018, il gioco è stato pubblicato per Microsoft Windows, PlayStation 4 e Xbox One il 15 febbraio 2019.

## Personaggi e doppiatori
| Nome personaggio        | Doppiatore originale | Doppiatore italiano |
| ----------------------- | -------------------- | ------------------- |
| Joseph Seed "Il Padre"  | Greg Bryk            | Luca Ghignone       |
| Lou                     | Leslie L. Miller     | Jolanda Granato     |
| Mickey                  | Cara Ricketts        | Alice Bertocchi     |
| Carmina Rye             | Reina Hardest        | Ilaria Silvestri    |
| Thomas Rush             | Patrick Garrow       | Federico Danti      |
| Ethan Seed              | Kyle Gatehouse       | Paolo Calabrese     |
| Nick Rye                | Steve Byers          | Mattia Bressan      |
| Kim Rye                 | Mayko Nguyen         | Tania De Domenico   |
| Bean                    | Tod Fennell          | Stefano Pozzi       |
| Pastore Jerome Jeffries | Martin Roach         | Stefano Albertini   |
| Selene                  | Nicki Burke          | Francesca Perilli   |
| Nana                    | Stacey DePass        | Veronica Rocca      |
| Grace Armstrong         | Murry Peeters        | Stefania Patruno    |
| Hurk                    | Dylan Taylor         | Luca Sandri         |
| Sharky Boshaw           | Dylan Taylor         | Edoardo Lomazzi     |
| Gina Guerra             |                      | Deborah Magnaghi    |
| Irwin Smalls            |                      | Roberto Palermo     |
| Roger Cadoret           |                      | Alessandro Capra    |

## Accoglienza
| Testata                          | Versione      | Giudizio |
| -------------------------------- | ------------- | -------- |
| Metacritic (media al 24-05-2020) | PS4           | 71/100   |
| Metacritic (media al 24-05-2020) | PC            | 73/100   |
| Metacritic (media al 24-05-2020) | XONE          | 75/100   |
| IGN                              | PS4, PC, XONE | 7.5/10   |

IGN ha affermato che Ubisoft "avrebbe potuto fare di più per aggiornare Hope County per Far Cry New Dawn, ma c'è ancora un bel divertimento caotico da avere qui"; Polygon ha criticato la dissonanza narrativa del gioco, ma ha affermato che "ha funzionato bene come sandbox anarchico, con un gameplay soddisfacente e incontri casuali esilaranti".

### Vendite
In Giappone, circa 26 285 copie del gioco sono state vendute durante la sua settimana di lancio, permettendogli di diventare il quinto gioco per vendite in ogni formato - tra la settimana che va dall'11 febbraio al 17 febbraio 2019; è stato il gioco al dettaglio più venduto nel Regno Unito, nella sua settimana di rilascio - secondo Chart-Track - (sebbene le sue vendite fossero significativamente inferiori a Far Cry 5 e Far Cry Primal).

### Premi vinti
Il gioco è stato nominato per il Tin Pan Alley Award per la migliore musica in un gioco ai New York Game Awards, e per il NAVGTR Awards.